# ブライアン・ノートン
ブライアン・ノートン（Brian Norton, 1899年10月10日 - 1956年7月16日）は、南アフリカ・ケープ州（現西ケープ州）出身の男子テニス選手。1921年のウィンブルドン選手権男子シングルス準優勝者で、南アフリカ出身のテニス選手として最初の4大大会シングルス決勝進出者になった人である。2年後の1923年に全米選手権男子ダブルスでビル・チルデンと組んで優勝し、同国で最初の4大大会タイトルを獲得した。フルネームは Brian Ivan Cobham Norton （ブライアン・アイバン・コブハム・ノートン）といい、「ベーブ・ノートン」（Babe Norton）の愛称で知られた。

## 来歴
ノートンは1912年ストックホルム五輪で男子シングルス・男子ダブルスの金メダルを獲得したチャールズ・ウィンスロー、同大会の男子ダブルス優勝パートナーであったハロルド・キトソン、1920年アントワープ五輪の男子シングルス金メダリストルイス・レイモンドとともに、南アフリカにおけるテニスの歴史の黎明期を築いた選手の1人である。ライバルであったビル・チルデンは、自著『ローンテニスの芸術』（The Art of Lawn Tennis）の第16章“The Colonies”の終わり近くでノートンに関する説明も書き残しており、その中で「彼は快活な笑顔とおしゃべりで多くの観客を魅了する、強烈な個性の持ち主だ。すべての面で優れた技術を備えているのに、テニスを冗談のようにとらえているので、セルフ・ジャッジのミスが多い」と詳しく書いた。
ノートンは第1次世界大戦終戦直後の1919年からウィンブルドン選手権に出場し始め、最初は1919年3回戦・1920年4回戦の成績であった。彼の最初の活躍は、1920年アントワープ五輪の男子ダブルス・ベスト8進出である。ノートンは南アフリカ代表選手としてルイス・レイモンドとペアを組み、準々決勝で日本代表の熊谷一弥&柏尾誠一郎組に 4-6, 6-4, 3-6, 1-6 で敗れた。この大会ではレイモンドが熊谷を破って男子シングルスの金メダルを獲得したが、ノートンはシングルス1回戦でフランス代表のマックス・デキュジスに 4-6, 10-12, 6-2, 6-8 で敗退している。オリンピックの1年後、ノートンは1921年のウィンブルドン選手権で決勝に進み、南アフリカのテニス選手として最初の4大大会シングルス決勝進出者になった。ウィンブルドン選手権では、1921年まで「チャレンジ・ラウンド」（挑戦者決定戦）から「オールカマーズ・ファイナル」（チャレンジ・ラウンド勝者と大会前年度優勝者による決勝戦）への流れで優勝者を決定した。大会前年度優勝者は無条件でオールカマーズ決勝に進出できた点が、現在のシステムとの相違点である。ノートンはチャレンジ・ラウンド決勝で、スペインのマニュエル・アロンソに 5-7, 4-6, 7-5, 6-3, 6-3 の逆転勝利を収め、大会前年度優勝者ビル・チルデンへの挑戦権を獲得した。チルデンとのオールカマーズ・ファイナルでは 6-4, 6-2, 1-6, 0-6, 5-7 の逆転で敗れ去り、ウィンブルドン初優勝を逃した。この1921年大会を最後に、ウィンブルドン選手権では「チャレンジ・ラウンド」と「オールカマーズ・ファイナル」方式が廃止された。1922年以後、すべての選手が1回戦からトーナメントに出場するようになり、現在に至っている。
1921年ウィンブルドンの決勝対決をきっかけに、ノートンとチルデンは公私両面で親しい間柄になり、1923年の全米選手権男子ダブルスでペアを組んだ。2人は決勝でリチャード・ウィリアムズ&ワトソン・ウォッシュバーン組を 3-6, 6-2, 6-3, 5-7, 6-2 で破って優勝し、ブライアン・ノートンはこの地で南アフリカに最初のグランドスラム・タイトルをもたらした。同大会ではシングルスでも準決勝に進み、チルデンに 3-6, 5-7, 2-6 のストレートで完敗した。選手生活の第一線から退いた後、“ベーブ・ノートン”ことブライアン・ノートンはアメリカに住み、1956年7月16日にアメリカ・カリフォルニア州サンタクララにて56歳で死去した。

## 主な成績
- ウィンブルドン選手権 男子シングルス準優勝：1921年
- 全米選手権 男子ダブルス優勝：1923年 ［パートナー：ビル・チルデン］
- オリンピック 1920年アントワープ五輪男子ダブルス・ベスト8 ［パートナー：ルイス・レイモンド］